# Euphrasius-bazilika

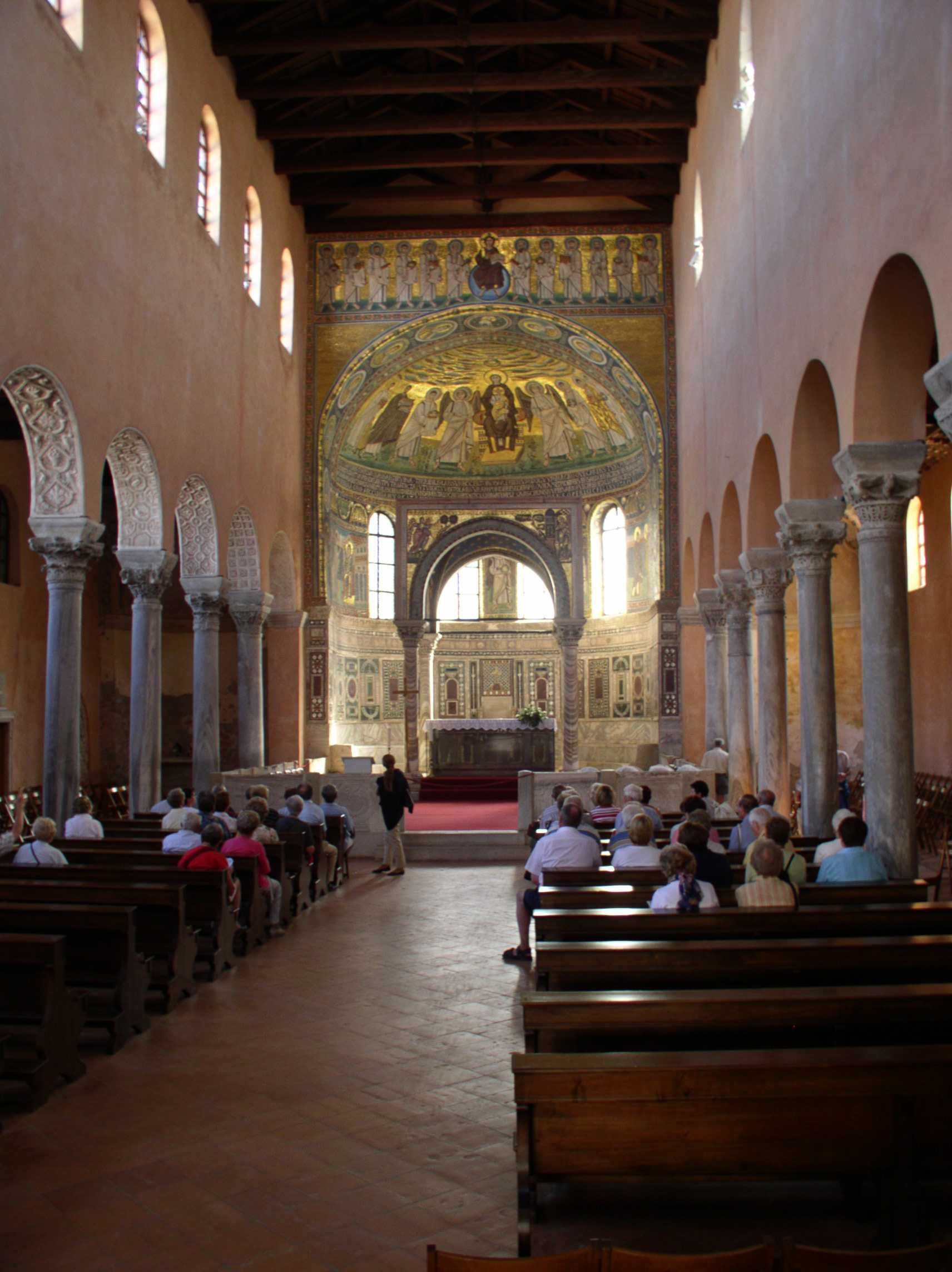
A bazilika belső tere

Az Euphrasius-bazilika (horvátul Eufrazijeva bazilika, olaszul Basilica Eufrasiana) Poreč óvárosának bizánci műemléke Horvátországban. A Poreč-Pólai egyházmegye székesegyháza. A bazilika és a hozzá tartozó átrium, keresztelőkápolna, valamint a neobizánci stílusban átépített egykori püspöki palota a mediterrán regió 6. századi templomépítészetének kiemelkedő példája. Mozaikjai révén az épületkomplexum az Adria-környék (Velence és Ravenna után) harmadik legjelentősebb bizánci emléke. 1997 óta az UNESCO kulturális világörökségi helyszíne.

## Története
Az Euphrasius-bazilika épületegyüttese hosszú évszázadok alatt alakult ki, többször átépítették.
Az első, Szent Mór mártírról, Poreč legelső püspökéről elnevezett oratóriumot még az üldöztetésnek kitett keresztény hívők emelték a 3. században, egy nagy római magánház részeként. Ebben a kis imaházban tartották a titkos istentiszteleteket. 313-ban, a keresztények vallásszabadságát biztosító Milánói ediktum kibocsátása után a hívők száma megszaporodott, és az eredeti kápolna már kicsinek bizonyult. Ekkor az oratórium déli részéhez egy négyszög alaprajzú egyszerű épületet (basilicae geminae) csatlakoztattak. (E második fázis emlékei a szép kora keresztény hal motívumokat ábrázoló mozaikpadló darabok, és Valens római császár (365–378) korabeli érme-leletek.) Az 5. században tovább bővítették, és a templom részleges beépítésével a padozatot 60 centiméterrel megemelve, háromhajós, de apszis nélküli bazilikát emeltek.
A Szent Szűz kegyelmébe ajánlott jelenlegi bazilikát – és ennek tartozékait, az átriumot, az előudvar végéből nyíló keresztelőkápolnát, az udvar és a tenger közötti területen emelt impozáns püspöki palotát és a bazilika északkeleti végénél álló kis emlékkápolnát – egy évszázaddal később, 543 és 554 között Euphrasius poreči püspök építtette az összeomlással fenyegető régi bazilika alapjaira. Az újjáépítés során a padlószintet újabb 20 centiméterrel megemelték; a régi bazilika mozaikpadlója felemelhető fedelek alatt ma is látható. Az új épületek gazdag – alabástrom, márvány, gyöngyház – mozaikdíszítése és stukkói Bizánc aranykorának, I. Iusztinianosz császár uralkodásának pompás hagyományai szerint készültek. A falakat díszítő mozaikok bizánci mesterek-, a padlómozaikok helyi mesterek munkája. Ezt követően a kisebb hozzáépítések már nem hoztak lényeges változást az épületegyüttesben.
1440-ben földrengés rongálta meg a bazilika központi hajójának déli falát és jobb oldali hajóját. Az oldalhajó freskói ekkor megsemmisültek, és a déli fal öt megrongálódott ablakát gótikus stílusban építették újjá.

## A műemlékegyüttes
- Euphrasius háromhajós, háromapszisos bizánci bazilikája, amely megőrizte eredeti 6. századi formáját és puritán jellegét.
- A négyzetes átrium (narthex) – az oszlopokkal és boltívekkel tagolt előudvar ma kőtár, a bazilika különböző építési periódusaiból származó szép régi faragványok és domborművek kiállítási helye.
- A 6. századi nyolcszögletű keresztelőkápolna, keresztelőmedencével – eredeti formájában rekonstruálták.
- A püspök 6. századi rezidenciája – az átépítések után is több eredeti részletet őriz.
- Az elliptikus emlékkápolna.
- „Kanonika” vagy Kanonok ház – 1257-ben épült.
- A sekrestye – a 15. században építették.
- A 16. századi harangtorony – a toronyból csodálatos kilátás nyílik a bazilika épületegyüttesére, a városra és a tengerre.
- Két kisebb kápolna a 17. és 19. századokból.

A bazilika és a hozzá kapcsolódó építmények számos őskeresztény, bizánci és a középkori szent tárgyat és művészeti alkotást őriznek.

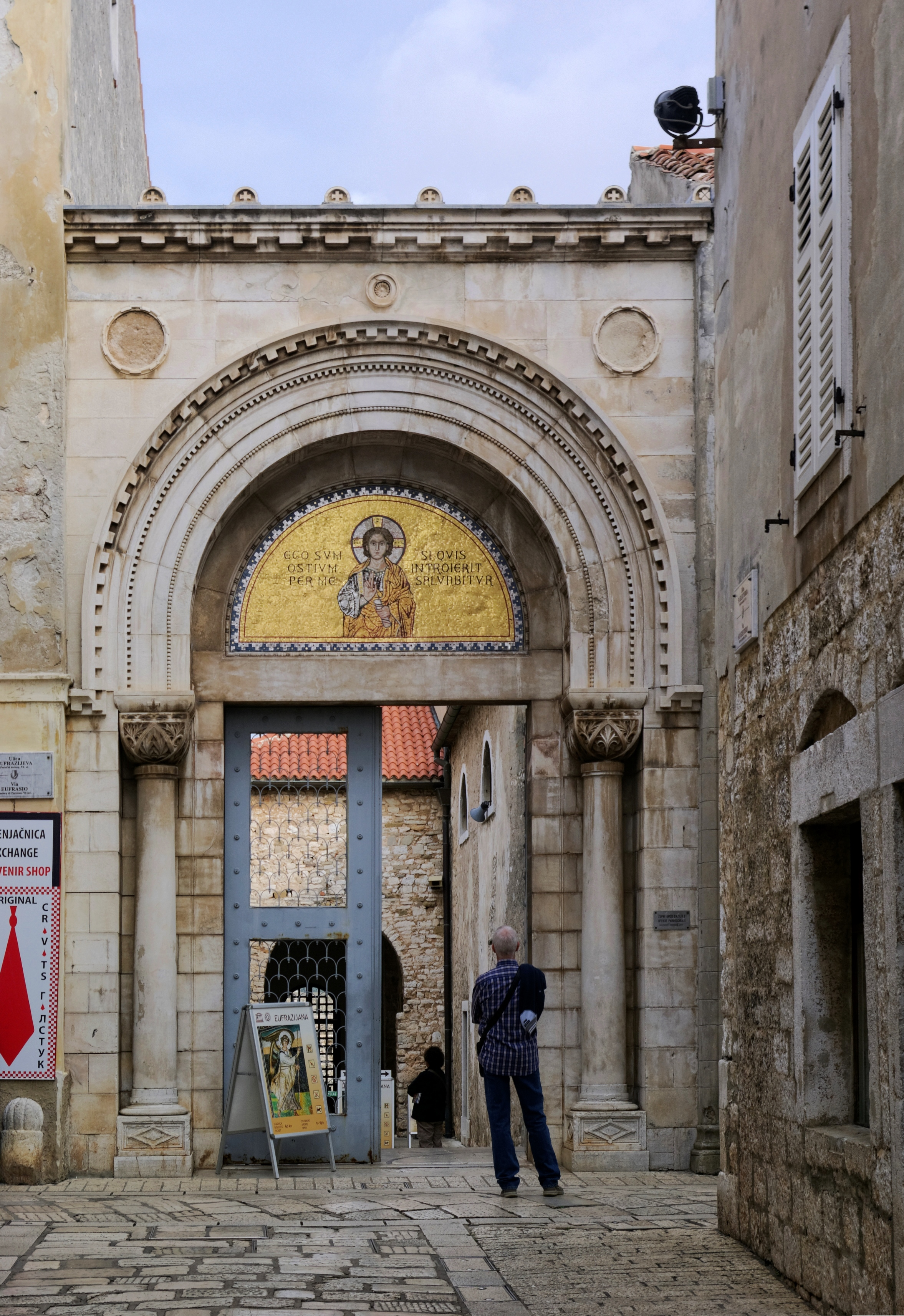
Bejárat a régi római városrészből
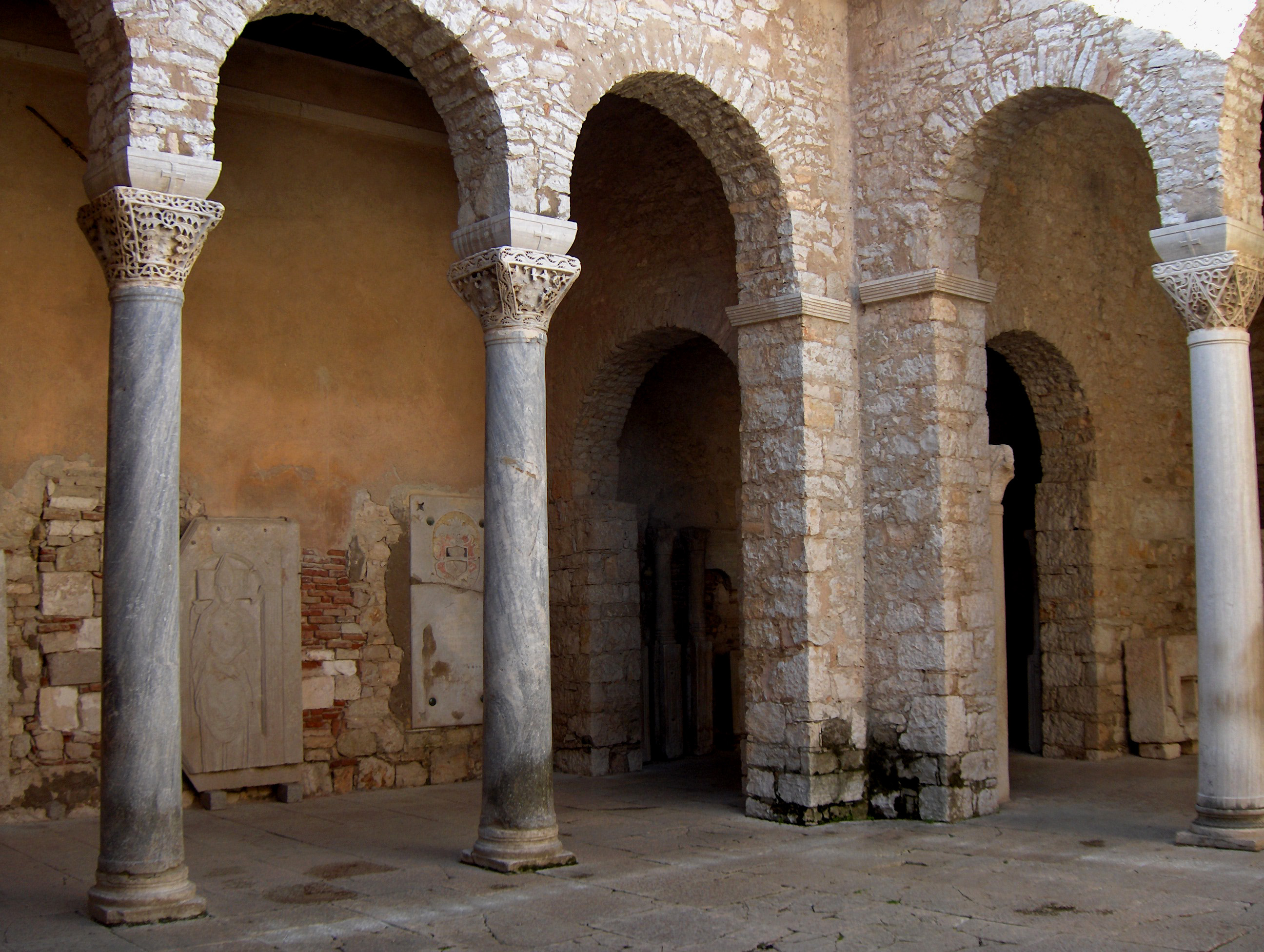
Ártium-részlet
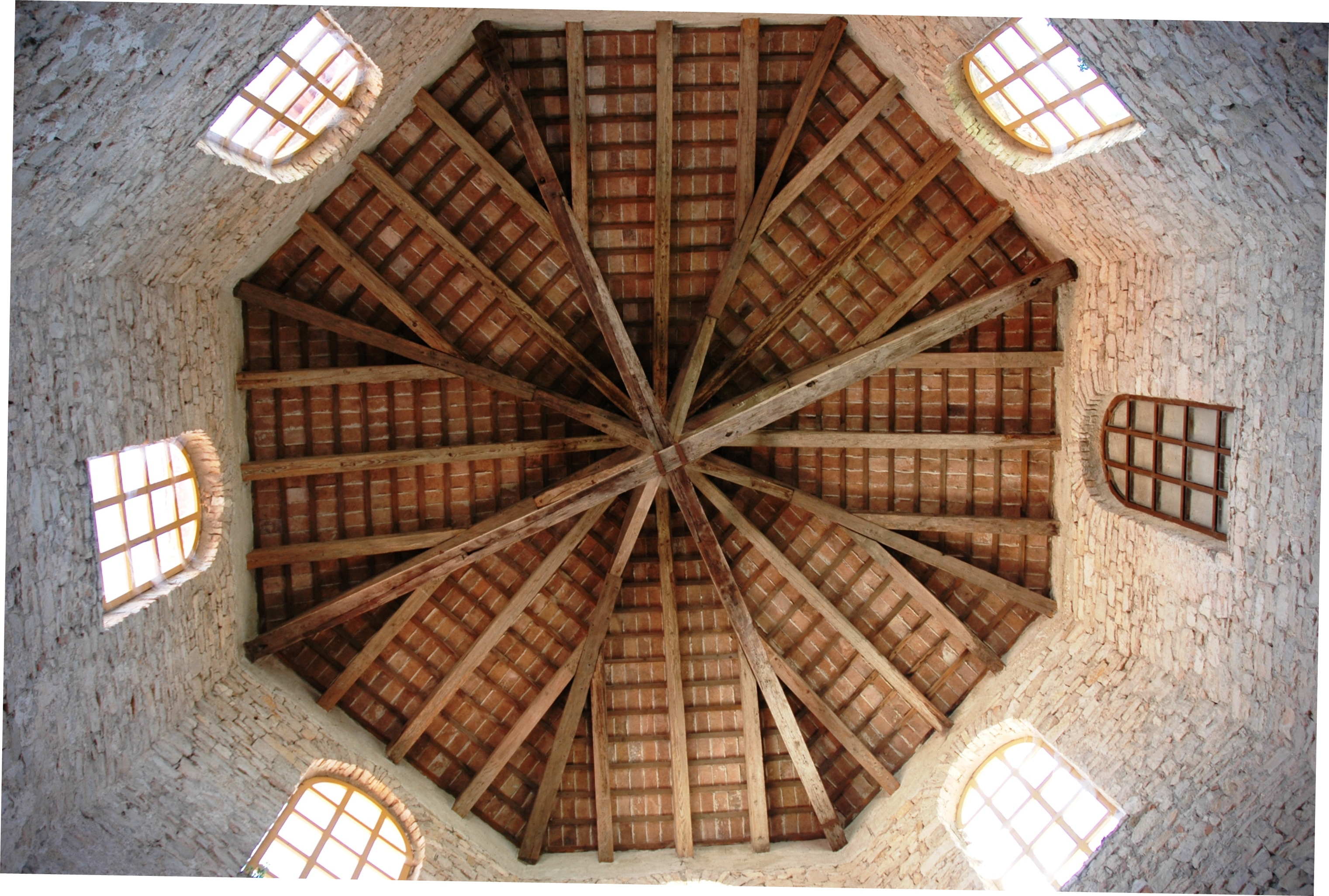
A keresztelőkápona kupolája
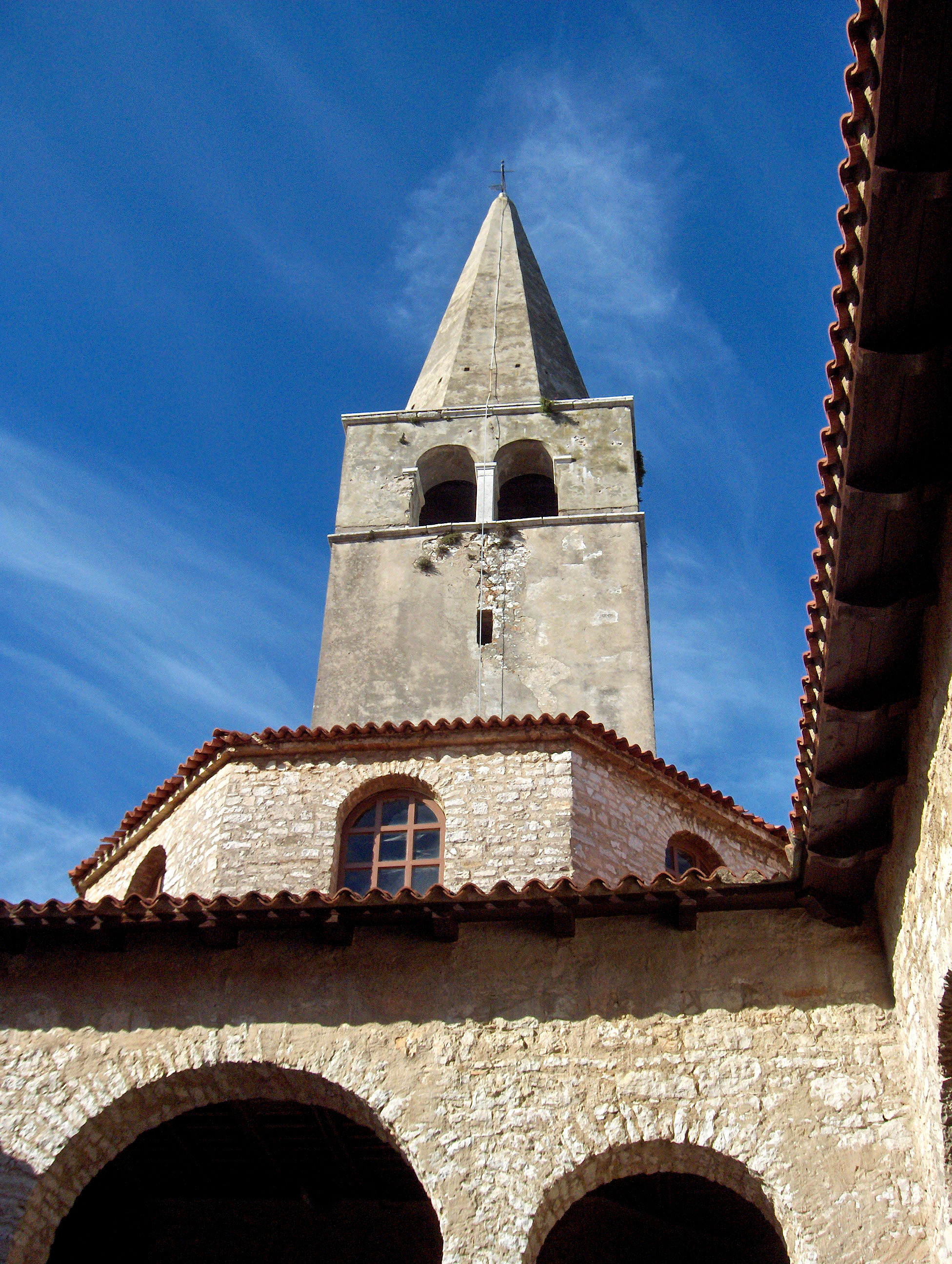
A harangtorony

### A templomegyüttes leírása
Bizánci mozaikkal díszített kapu oldalról vezet az Euphrasius-bazilika oszlopos-boltíves előudvarába (narthexébe – eredetileg a keresztelkedésre várók tartózkodási tere volt), amelyet a római lakóházak átriumainak mintájára építettek. Múzeumi gyűjteménynek beillő, változatosan szép oszlopfői és -töredékei bizantinizálók. Az előudvarból jól láthatóak a bejárati homlokzatot díszítő mozaikok is: két kétalakos és két díszítőmotívumos mezőben. A 20. század elején rekonstruált mozaikok némileg újszerűen hatnak.
A templom alaprajzi kialakítása az ókeresztény templomépítészet bazilikális hagyományai szerint épült: háromhajós, háromapszisos, keresztház és négyezeti tér nélküli. Belseje híven megőrizte eredeti formáját; a zárt téglalap alaprajzú teret két oszlopsor, egy széles és magas középhajóra és két keskenyebb, alacsonyabb, jobb-, illetve bal oldali mellékhajóra osztja. A főhajót az oszlopok feletti falban, a mellékhajókat az oldalfalakban kialakított ablakok világítják meg. A fő- és mellékhajókat félkör alakú fülkék, apszisok zárják le. A bejárattal szembeni, főhajót lezáró diadalív (archus triumphalis) mozaikdíszes, alatta az apszisba benyúlóan áll a cibóriummal ékesített oltár.
A főhajót a mellékhajóktól elválasztó 18 elegáns – és a cibóriumot tartó további négy – állat- és növénymotívumokkal díszített, görög márványoszlopon Szent Euphrasius monogramja látható. Egyeseken festésnyomok is felfedezhetők. Az oszlopok közötti boltíveket gazdag stukkódíszítéssel látták el, a diadalív keskeny donga-felületét szintén mozaik díszíti, szentek és vértanúk képeivel.

### A mozaikok

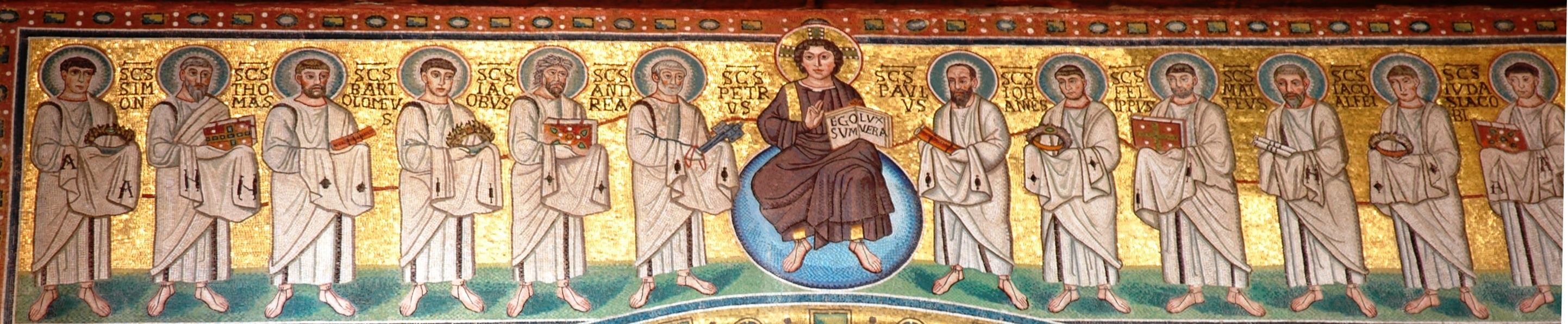
Krisztus és a tizenkét apostol

A bazilika legfőbb értékei a szentély falait borító 6. századi mozaikok, amelyek a bizánci művészet világhírű emlékei. Az apszist elválasztó diadalív fölötti falszakasz központi képe az égbolton trónoló Jézust ábrázolja; kezében nyitott könyvet tart „Ego sum Lux vera” („Én vagyok a fény”) felirattal, körötte az apostolok attribútumaikkal díszített alakja látható. A boltíven 13 medálba foglalt képen „isten báránya” és 12 női vértanú portréja jelenik meg.

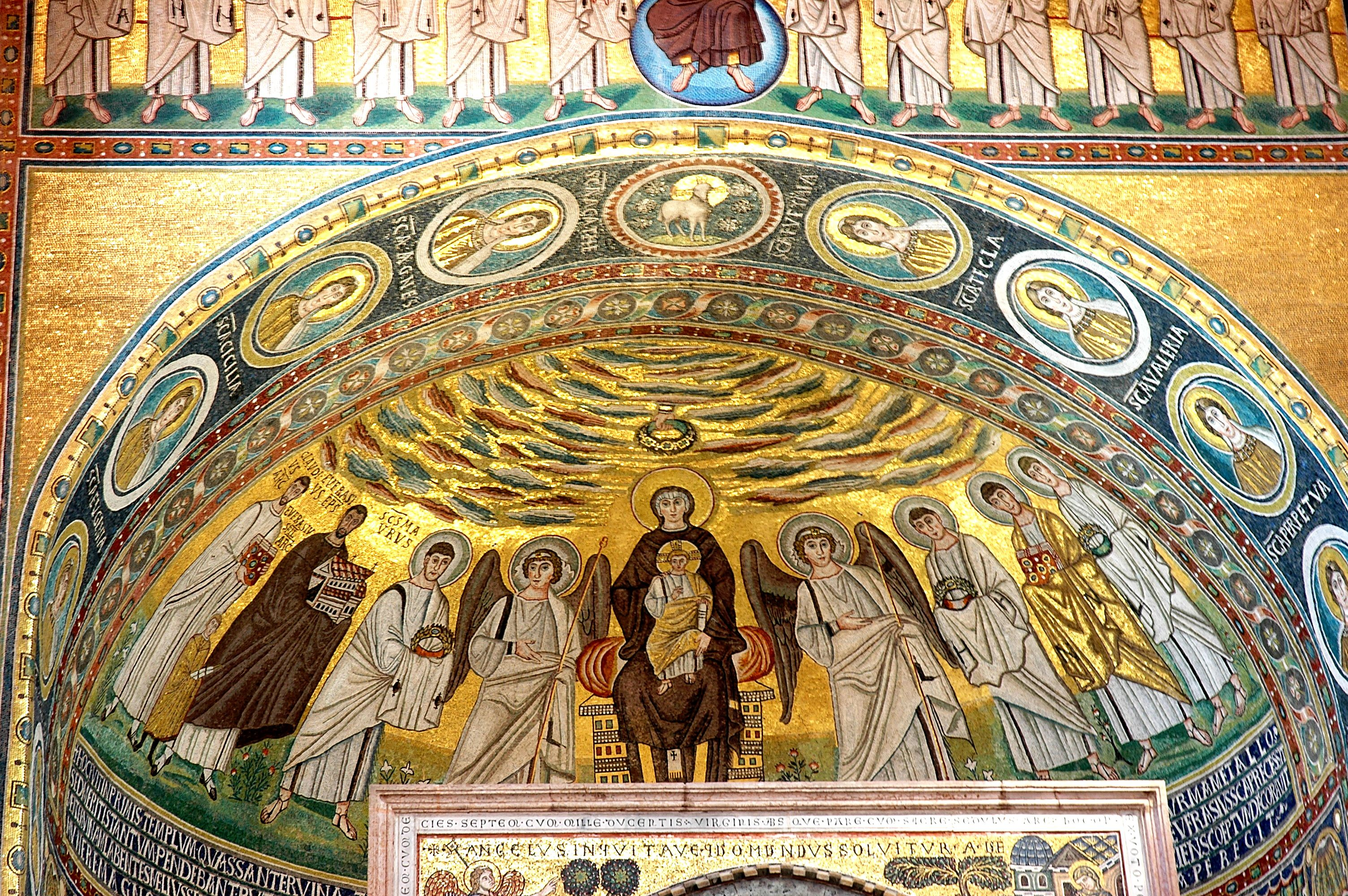
Szűz Mária a kis Jézussal és az angyalokkal

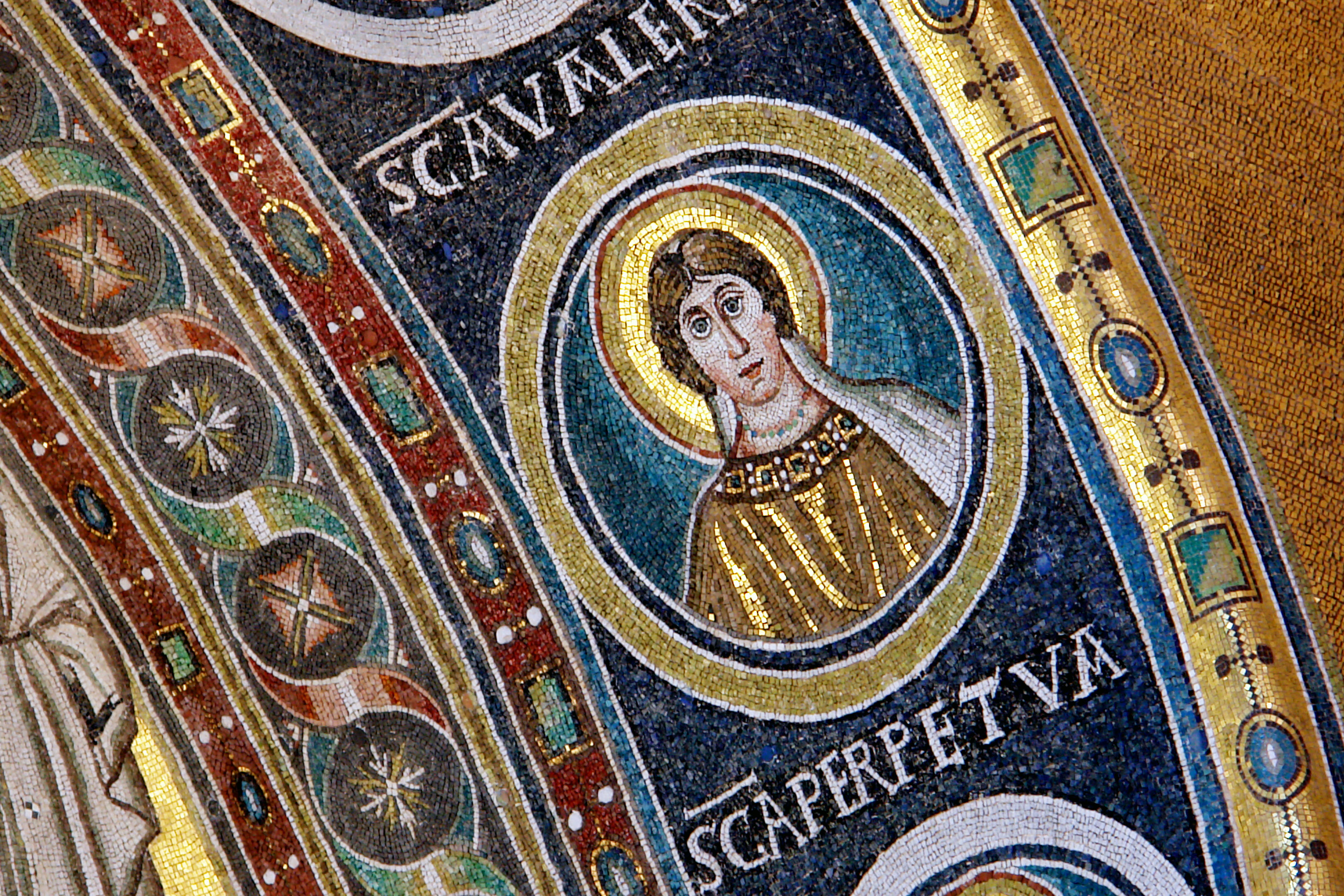
A diadalív mozaik részlete

A csodálatos arany hátterű mozaikok közül kiemelkedik az apszis félkupolájának mozaikja; „Szűz Mária a kis Jézussal és az angyalokkal”, amely színben és kompozícióban a bizánci művészet legjavát idézi. Mária mennyei trónuson ül, feje fölött koszorú, az Atya és az isteni erő szimbóluma. Jobbján és balján angyalok és szentek, közöttük balról a másodikként Euphrasius püspök alakja látható a templom modelljével, mellette Szent Mór (Szent Maurus), Poreč első vértanú halált halt püspöke.
A kép alatti feliraton a templom építésének hexameterekbe rendezett története olvasható.
Az ablakok közötti falakon további öt mozaikkép látható: az északi oldalon az „Angyali üdvözletet” – a baljában hírnökbotot tartó angyal, jobb kezét köszöntésre emeli a liláskék ruhába és köpenybe öltözött Mária felé –; a déli oldalon „Mária és Erzsébet találkozását” örökítették meg – mindketten övvel átkötött papi öltözetet viselnek; Erzsébet mögött egy kis ház látható, ahonnan a függöny mögül egy apró nőalak lép elő. A három kisebb falrészen Keresztelő Szent János, egy angyal és Zachariás egész alakos ábrázolásai jelennek meg. A nagyobb mozaikok között két további kisebb is helyet kapott, amelyeken a fénykoszorúval övezett fiatal Krisztus két-két mártírkoronával ábrázolt vértanú kíséretében látható; az északi oldalon feltételezetten Cosmas és Damianus, a déliben Ursus (vagy egy másik ravennai püspök) és Severus alakjait jelenítették meg.
A szentély oldalfalának zománcberakásos, márvány, gyöngyház és alabástrom ornamentikája is figyelemre méltó. A 21 mezőre osztott burkolaton 11 különböző (kozmatikus stílusú) minta látható, középen keskeny kandeláberek között áll a püspöki trón.

### Cibórium
Az apszis központi eleme az oltár fölé emelt márvány cibórium, amelyet a velencei Szent Márk-székesegyházban látható mintájára készítettek 1277-ben, Ottó poreči püspök rendelésére. A mozaikal díszített kupola, négy 6. századi márványoszlopon nyugszik. A külső oldalak mozaikjain Mária életének jelenetei láthatók. A 15. század közepén Johann Porečanin püspök rendelésére az oltár, reneszánsz stílusú, aranyozott ezüst relief díszítést kapott.

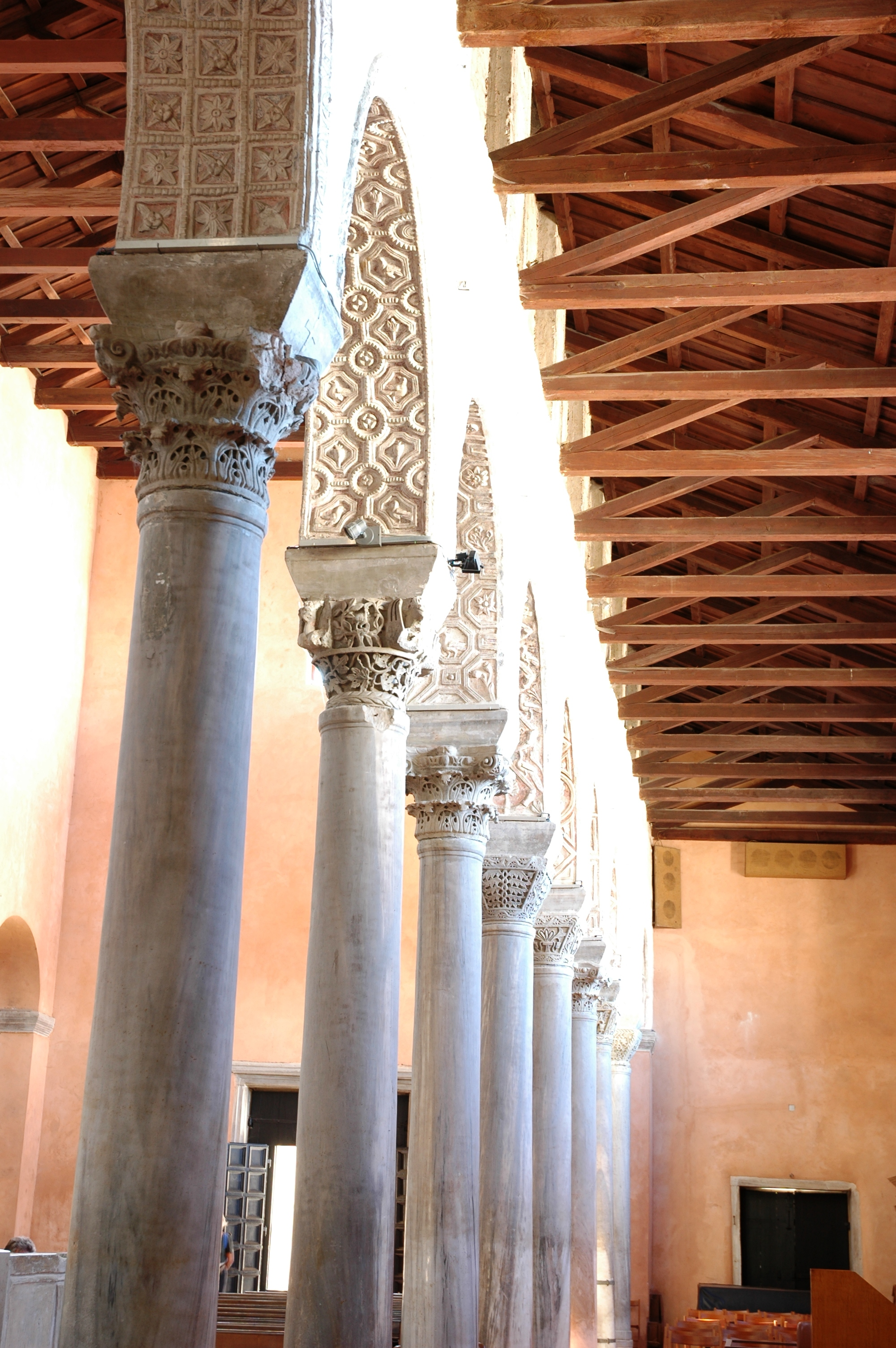
Gazdagon díszített oszlopok és ívek
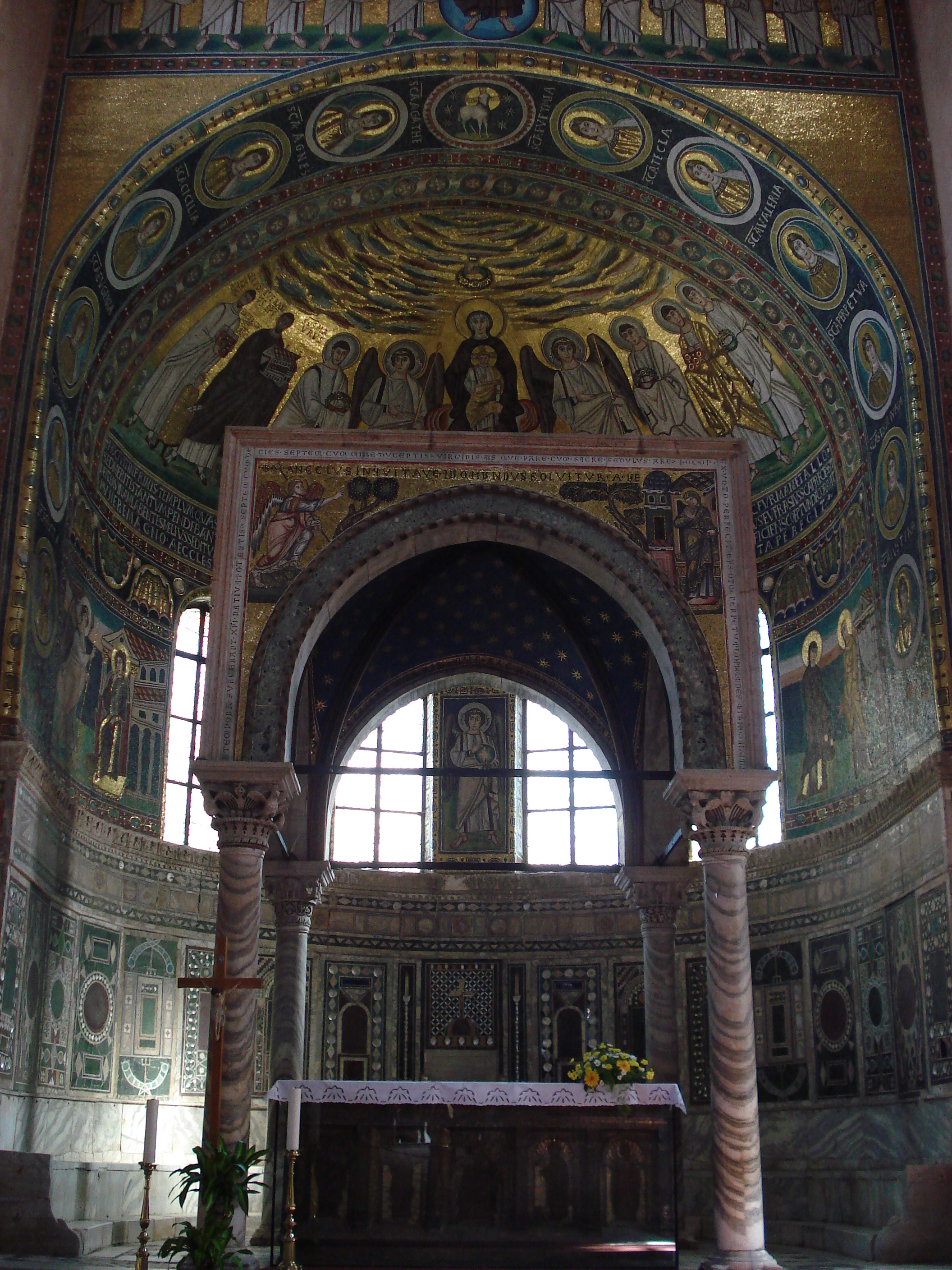
A központi apszis a cibóriummal
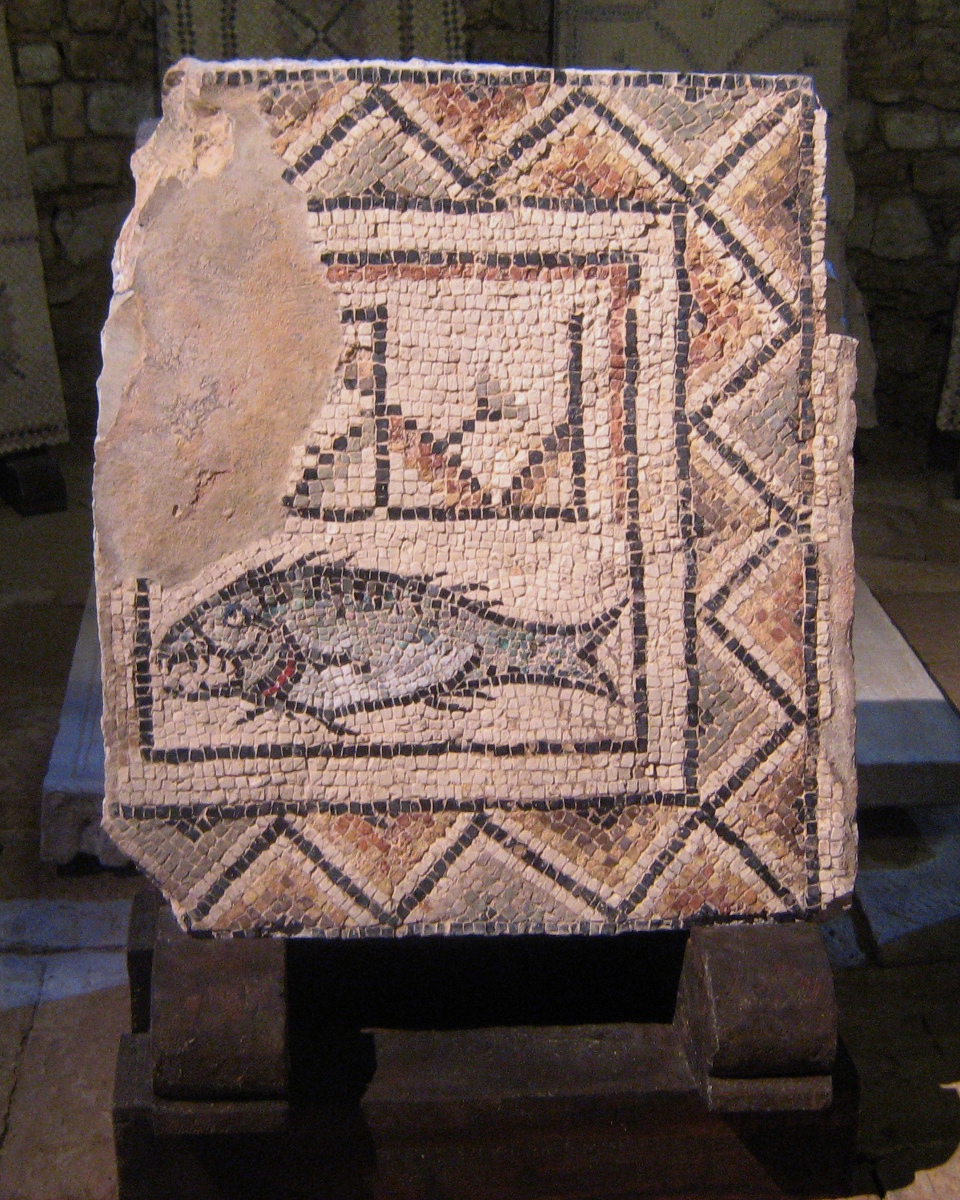
4. századi padlótöredék
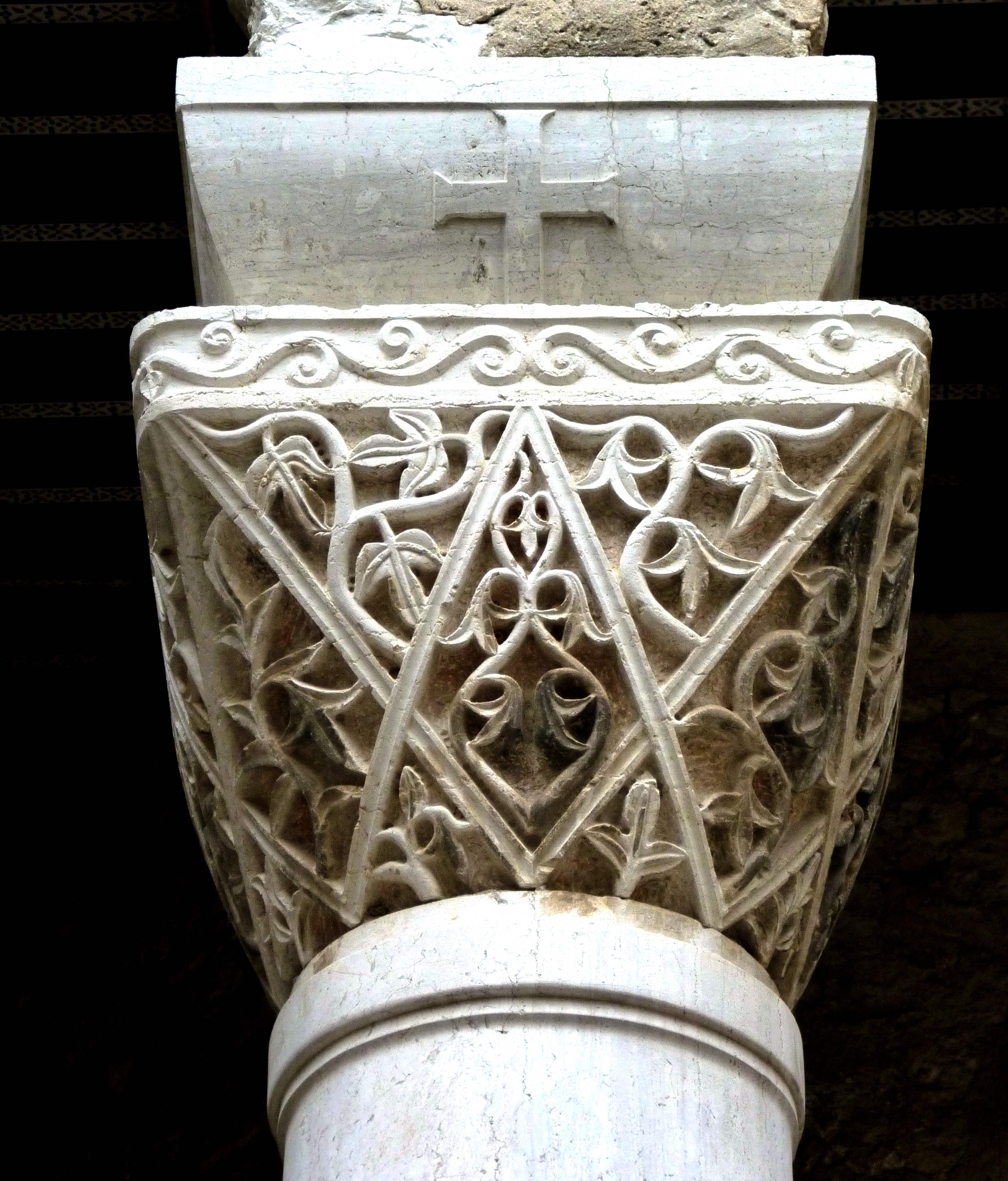
Kosárdfonatmintás oszlopfő

## Források

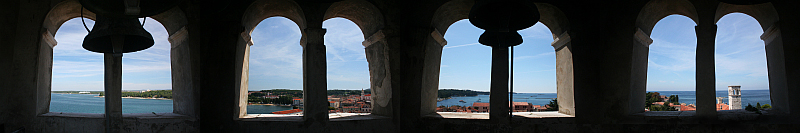
Kitekintés a harangtoronyból

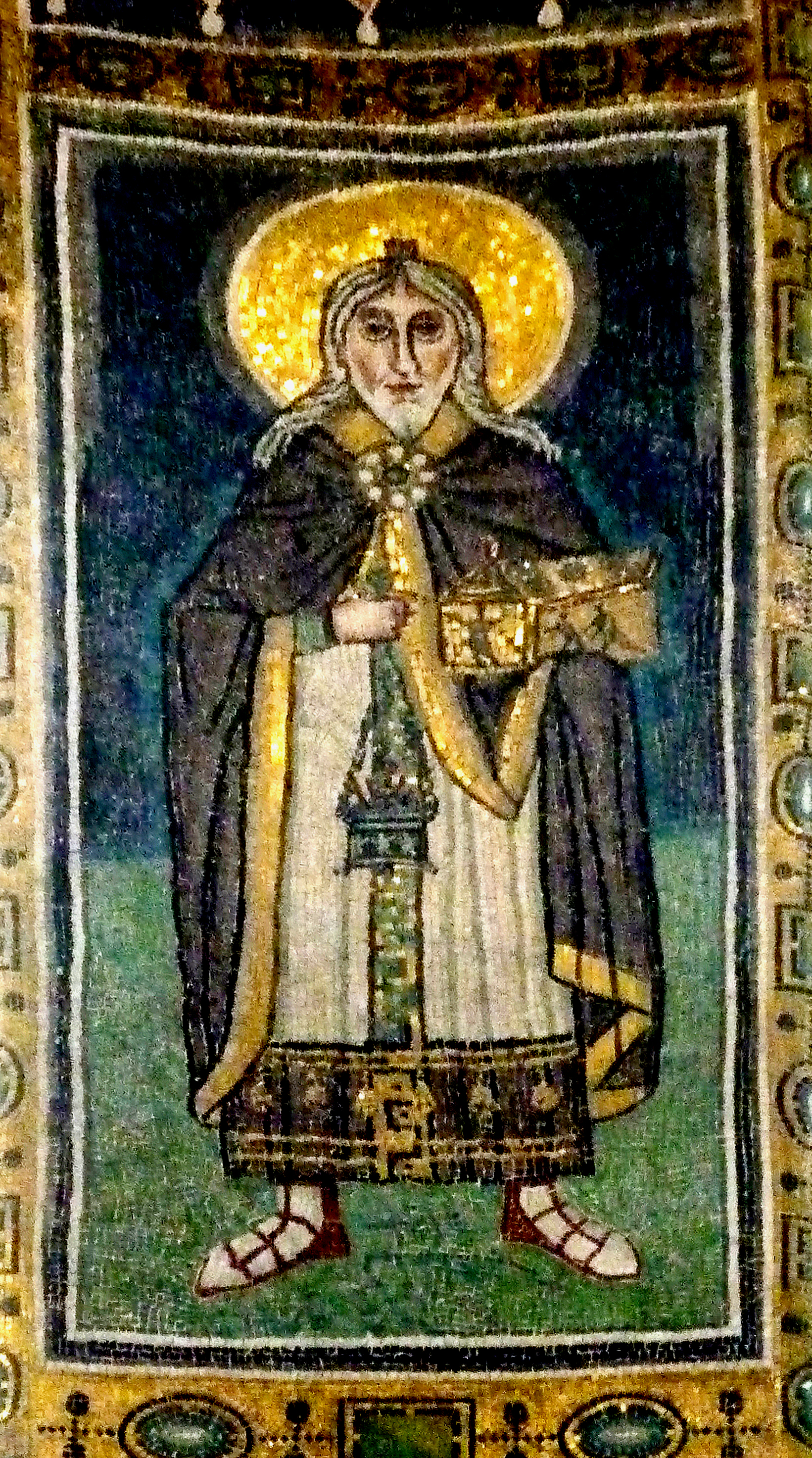
A szentélyablakok közötti mozaik

## Lásd még
- Ravenna ókeresztény és bizánci műemlékei
- Bizánci művészet
- Ókeresztény művészet